# Dolichopeza (Nesopeza) creon
Dolichopeza (Nesopeza) creon is een tweevleugelige uit de familie langpootmuggen (Tipulidae). De soort komt voor in het Oriëntaals gebied.